# Zero no Tsukaima
Zero no Tsukaima ( ゼロの使い魔), is een op fantasie en komedie gebaseerd Japanse serie van lichte literatuur, geschreven door Noboru Yamaguchi en geïllustreerd door Eiji Usatsuka. Letterlijk vertaald betekent het De dienaar van Zero. Het verhaal beschrijft het leven van tweedejaars studenten aan een magie academie, in een fictieve magische wereld. De hoofdpersonen zijn de onbekwame magiër Louise (ook wel genoemd:,Louise de Zero') en de aan haar gebonden dienaar (familiar) van de planeet aarde, Saito Hiraga. De serie heeft tot dusver drie anime series voortgebracht. Het eerste seizoen was te zien in Japan van juli tot september 2006, en was geproduceerd door de animatiestudio JC Staff en geregisseerd door Yoshiaki Iwasaki. Het tweede seizoen, genaamd Zero no Tsukaima: Futatsuki no Kishi, was te zien in Japan van juli tot september 2007, met als regisseur Yū Kō. Het derde seizoen, genaamd no Tsukaima: Princesse no Rondo was te zien in Japan van juli tot september 2008. Een vierde en laatste seizoen, genaamd Zero no Tsukaima F (ook wel Zero no Tsukaima Final genoemd), was van januari tot maart 2012 in Japan te zien. Mangaka Nana Mochizuki heeft een manga van Zero no Tsukaima uitgebracht. Deze is gepubliceerd door Media Factory in haar blad, Monthly Comic Alive, in juli 2006.

## Inhoud
Het verhaal beschrijft de avonturen van de hoofdpersonen, de onbekwame magiër 'zero' Louise en de aan haar gebonden dienaar (familiar), Saito Hiraga. Louise is een tweedejaars student aan de Tristian Academie voor Magie. In deze wereld zijn diegenen die magie kunnen gebruiken meestal van adel, ze kunnen deze titel verliezen als ze dat zelf verkiezen of wanneer ze iets tegen de wet in doen. Degene die geen magie kunnen gebruiken zijn plebejers.
Louise is erg onbekwaam in het gebruik van magie, ze heeft nog nooit een succesvolle toverspreuk uitgevoerd. Haar klasgenoten geven haar de bijnaam "Zero Louise" (nul Louise), omdat haar hoeveelheid succes 0% is. Vroeg in het schooljaar is het gebruikelijk dat tweedejaars studenten een magische dienaar oproepen en een verdrag met deze dienaar sluiten, waarna deze dienaar voor het leven gebonden is aan de magiër als zijn of haar dienaar en beschermer. Dienaren zijn normaal gesproken een soort magische dieren met natuurkrachten. Tot haar grote schrik en vernedering roept Louise een mens, een plebejer, op als haar dienaar; Saito Hiraga. Het heilige ritueel mag slechts eenmaal gebeuren en eenmaal voltrokken zit de magiër vast aan de dienaar. Tegen haar zin moet Louise Saito dus accepteren als haar dienaar. Ze behandelt Saito net zoals anderen hun dienaren behandelen, maar dan slechter, en laat hem slapen op hooi en slaat hem met een zweep voor het minste of geringste vergrijp.
Op z'n tweede dag op Tristian Academie daagt Saito een edelman (Guiche), die plebejers slecht behandelt, uit voor een duel. Saito wordt ingemaakt in het begin, tot op het moment dat hij een zwaard in handen krijgt. Door een mysterieuze familiare kracht weet Saito de edelman te verslaan. De relatie tussen Saito en Louise ontwikkelt zich gedurende het verloop van het verhaal. Samen doorstaan ze veel mysteries en ontdekken veel onverwachte antwoorden, waaronder de bron van Saito's mysterieuze kracht, en de oorzaak van Louises onbekwaamheid bij het gebruik van magie.
In het verhaal komen allemaal wapens terug, die uit de wereld van Saito komen. Zoals een Vietnam-era M72 LAW rocket launcher. En een gevechtsvliegtuig. Deze wapens kan Saito dankzij de krachten van Gandalfr gebruiken.

## Plaatsen

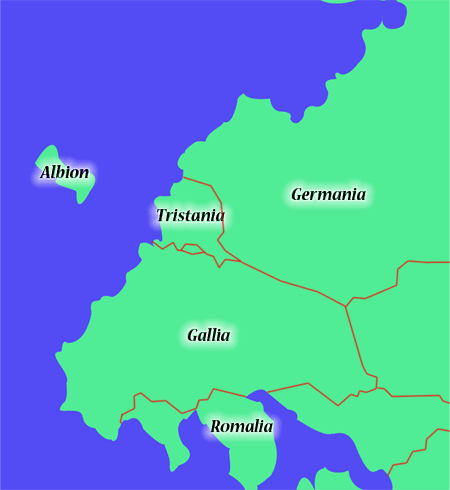
Kaart van Halkeginia

Het verhaal speelt zich af op verschillende plaatsen. Het verhaal speelt zich wel allemaal af in dezelfde wereld genaamd, Halkeginia (ハルケギニア).
Van Halkeginia zijn 5 landen bekend:
- Tristian: Hier speelt het grootste deel van het verhaal zich af. De koningin in dit land is Henrietta, een vroegere vriendin van Louise. Hier is de Tristian Acedemie voor magie gevestigd. Dit land heeft een heel erg klein leger. Louise en Saito krijgen van Henrietta als beloning een klein deel van haar land, waar zij dan op gaan wonen. De hoofdstad van dit land is Tristania.
- Gallia: Hier is Tabitha de koningin. De heerser van dit land voordat Tabitha hier koningin werd, was Joseph. Hij was een van de 4 void-magiërs. Dit is het land met de hoogste aantal inwoners.
- Albion: Dit is een zwevend land. De prins van dit land was Wales, maar hij werd gedood, waarna het land in rebelse handen bleef. Albion verklaarde de oorlog aan Tristian.
- Romalia: Dit is een continent die gesticht is door de leerling van Brimir. Hier bevindt zich de heilige stad, waar de Paus is gehuisvest.
- Germania: Hiervandaan komt Kirche, een vriendin van Louise. Het is een militair erg sterk land. Het is daarnaast ook nog eens het grootste land in Halkeginia.

## Magie
Er zijn vier algemene magische elementen en 1 zeldzaam magisch element: aarde, vuur, wind, water zijn de algemene magische elementen en void is het zeldzame element. Het aantal elementen dat een tovenaar kan gebruiken bepaalt het niveau van de tovenaar, 1 element is niks, 2 is een lijn-magiër, drie is een driehoek-magiër, en vier is een vierkant-magiër.
De allereerste magiër was Brimir. Hij was ook een void-magiër.
Er zijn 4 void-magiërs. 1 daarvan is Louise, maar er zijn 3 meer void-magiërs:
- De Paus van Romalia
- Tiffania
- De koning van Gallia

De 4 void-magiërs hebben allemaal een familiar.
- Louise - Saito
- De Paus van Romalia - Julio
- Tiffania - Saito
- De koning van Gallia, Joseph - Sheffield

De familiars krijgen allemaal een nieuwe eigenschap. De familiar krijgt ook een naam op basis van de nieuw verkregen eigenschap en elke legendarische familiar krijgt ook een rune.
- Saito: Saito is de familiar van twee void-magiërs en heeft dus 2 eigenschappen, 2 namen en 2 runen. Saito heeft van Louise de eigenschap gekregen om elk object bedoeld om te vechten als een volleerd vakman te kunnen hanteren. Hij krijgt de bijnaam Gandalfr, wat de linkerhand van God is. Op zijn linkerhand worden er in runen Gundolf gebrand. Van Tiffania heeft Saito de eigenschap om zijn de void-krachten van een magiër te versterken, gekregen. Dit gaat wel van zijn eigen levensenergie af. Hij krijgt de bijnaam Lifdrasir/liveslatille, wat het hart van God betekent.
- Julio: Julio is de familiar van de Paus van Romalia. Hij verkrijgt de eigenschap om dieren te kunnen beheersen zonder enige tegenstribbeling, deze eigenschap werd een enkele keer doorbroken door de legendarische draak. Hij krijgt de bijnaam Windalfr, wat de rechterhand van God is.
- Sheffield: Sheffield is de familiar van de koning van Gallia. Zij heeft de kracht gekregen om elk magisch object te kunnen gebruiken. Zij kreeg de bijnaam Miodaitnir/Myozunitonirun, wat het verstand van God betekent.

Naast het element void, zijn er nog 4 andere elementen. De familiar is meestal afgestemd op het eerste element dat iemand kon beheersen.
De elementen kunnen worden geleerd, en de edelen zijn dus niet beperkt tot een aantal elementen.

### Magische objecten
Er zijn verschillende magische objecten die verschillen van ringen tot spiegels.

#### Ringen
Robijn van Wind, deze ring behoort tot de koninklijke familie van Albion. Prins Wales had deze ring. Deze ring werd aan Henrietta gegeven na de dood van Wales. Henrietta gaf deze ring weer aan Tiffania, omdat zij de laatst overgebleven familielid van de koninklijke van Albion was.
Robijn van Water, deze ring is van de koninklijke familie van Tristian. Henrietta heeft het, omdat het onderdeel was van haar familie rijkdommen.
Robijn van Aarde, deze ring behoort tot de koninklijke familie van Gallia.
Robijn van Vuur, deze ring is van de koninklijke familie van Germania. Colbert, een docent op Tristian Academie, heeft hem gekregen, wanneer hij de stad van Agnes had afgebrand. Hij heeft hem aan Vittorio teruggegeven.
Ring van Anderville, deze ring kan worden gebruikt om dode tot leven te brengen, maar dan wel in de macht van een ombekende geest. Ook kan deze ring worden gebruikt om geesten van mensen te beheersen.

#### Brimirs objecten
- Oprichters gebeden boek: dit boek is aan Louise gegeven. In dit boek staan allemaal void-spreuken. De void-spreuken verschijnen als een van de robijnen ringen, dicht bij het boek is gebracht. Alle spreuken gerelateerd aan het element van de ring verschijnen. Soms verschijnt er ook een spreuk wanneer een void-magiër een spreuk heel erg nodig heeft.
- Oprichters wierookvat: dit vat wordt gebruikt door Joseph om wierook te branden.
- Oprichters muziekdoos: wanneer er muziek met deze doos wordt gedraaid, zal de opvolger van de oprichter dit horen.
- Oprichters ronde spiegel: deze spiegel kan voor verschillende doeleinden worden gebruikt, namelijk om krachten van een void-magiër naar een andere te exporteren, en ook om in het verleden te kijken.

#### Overige
- Bel van slaap: iedereen binnen het geluidsbereik van deze bel valt onmiddellijk in een diepe slaap. Louise is erin geslaagd om hieruit te ontsnappen toen Saito haar riep.
- De spiegel van de waarheid: deze spiegel kan degene die hierin kijkt veranderen, qua uiterlijk, in iets wat degene het liefst wil zijn.
- Eclair D'amour: een bloem die zich aanpast aan de situatie van de geliefde van iemand.